# Heinrich von Tenner
Heinrich von Tenner (1865. február 9. – 1949. január 23.) osztrák kardvívó, olimpikon, nemes.
A párizsi, 1900. évi nyári olimpiai játékokon indult egy vívószámban, a kardvívásban. Ez amatőröknek, vagy nem vívómestereknek volt kiírva. A döntőig jutott, ahol 7. helyen végzett 2 győzelemmel és 5 vereséggel.